# Вукомановић (презиме)
Вукомановић је презиме из бивше Југославије које се приметно виђа у Србији, Босни и Херцеговини и Хрватској. Вукомановић је изведен од "вук". Значајни људи са овим презименом су:
- Дејан Вукомановић (1990) босански фудбалер
- Леонтина Вукомановић (1970) певачица из Србије
- Љубица Вукомановић (1788–1843) супруга кнеза Милоша Обреновића
- Мирјана Вукомановић (1967) српска филмска, телевизијска и позоришна редитељка
- Павле Вукомановић (1903—1977) учесник НОБ и генерал ЈНА